# Jean-Pierre Nsame
Jean-Pierre Nsame (Douala, 1 mei 1993) is een Kameroens voetballer die doorgaans als aanvaller speelt. Hij verruilde Servette FC Genève in 2017 voor BSC Young Boys uit Bern. Nsame debuteerde in 2017 in het Kameroens voetbalelftal. In januari 2022 maakte hij een huurtransfer naar Venezia FC, hij keerde terug in de zomer van 2022.

## Carrière
Nsame startte zijn profcarrière in 2012 bij Angers SCO. Hij bleef tot 2016 eigendom van de club maar werd tussendoor wel twee keer uitgeleend, achtereenvolgens voor een seizoen aan US Jeanne d'Arc Carquefou en Amiens SC.
In 2016 maakte een transfervrije overstap naar Servette FC Genève uit Zwitserland. In 2017 werd Nsame als speler van Servette FC Genève met 23 doelpunten topscorer van de Zwitserse Challenge League. Na een seizoen vertrok hij naar BSC Young Boys waar hij in 2020 de dubbel mee pakte. In beide competities werd hij topscorer.

## Erelijst
Als speler
| Super League  | 5x | 2017/18, 2018/19, 2019/20, 2020/21, 2022/23 |
| Schweizer Cup | 1x | 2019/20, 2022/23                            |

3 Hadjam ·
4 Zourkou ·
5 Husić ·
6 Pfeiffer ·
7 Ugrinic ·
8 Łakomy ·
9 Itten ·
10 Imeri ·
11 Colley ·
13 Camara ·
14 Chaiwa ·
15 Elia ·
17 Janko ·
20 Niasse ·
21 Virginius ·
22 Conté ·
23 Benito ·
24 Althekame ·
26 Von Ballmoos  ·
27 Blum ·
30 Lauper ·
31 Conte ·
33 Keller ·
35 Ganvoula ·
39 Males ·
40 Marzino ·
77 Monteiro ·
Coach: Magnin
1 Ngapandouetnbu ·
2 Ngom Mbekeli ·
3 N'Koulou ·
4 Wooh ·
5 Ondoua ·
6 Ngamaleu ·
7 N'Koudou ·
8 Zambo Anguissa ·
9 Nsame ·
10 Aboubakar  ·
11 Bassogog ·
12 Toko Ekambi ·
13 Choupo-Moting ·
14 Gouet ·
15 Kunde ·
16 Epassy ·
17 Mbaizo ·
18 Hongla ·
19 Fai ·
20 Mbeumo ·
21 Castelletto ·
22 Ntcham ·
23 Onana ·
24 Ebosse ·
25 Tolo ·
26 Souaibou ·
Coach: Song